# Кубаш, Юрий Густав

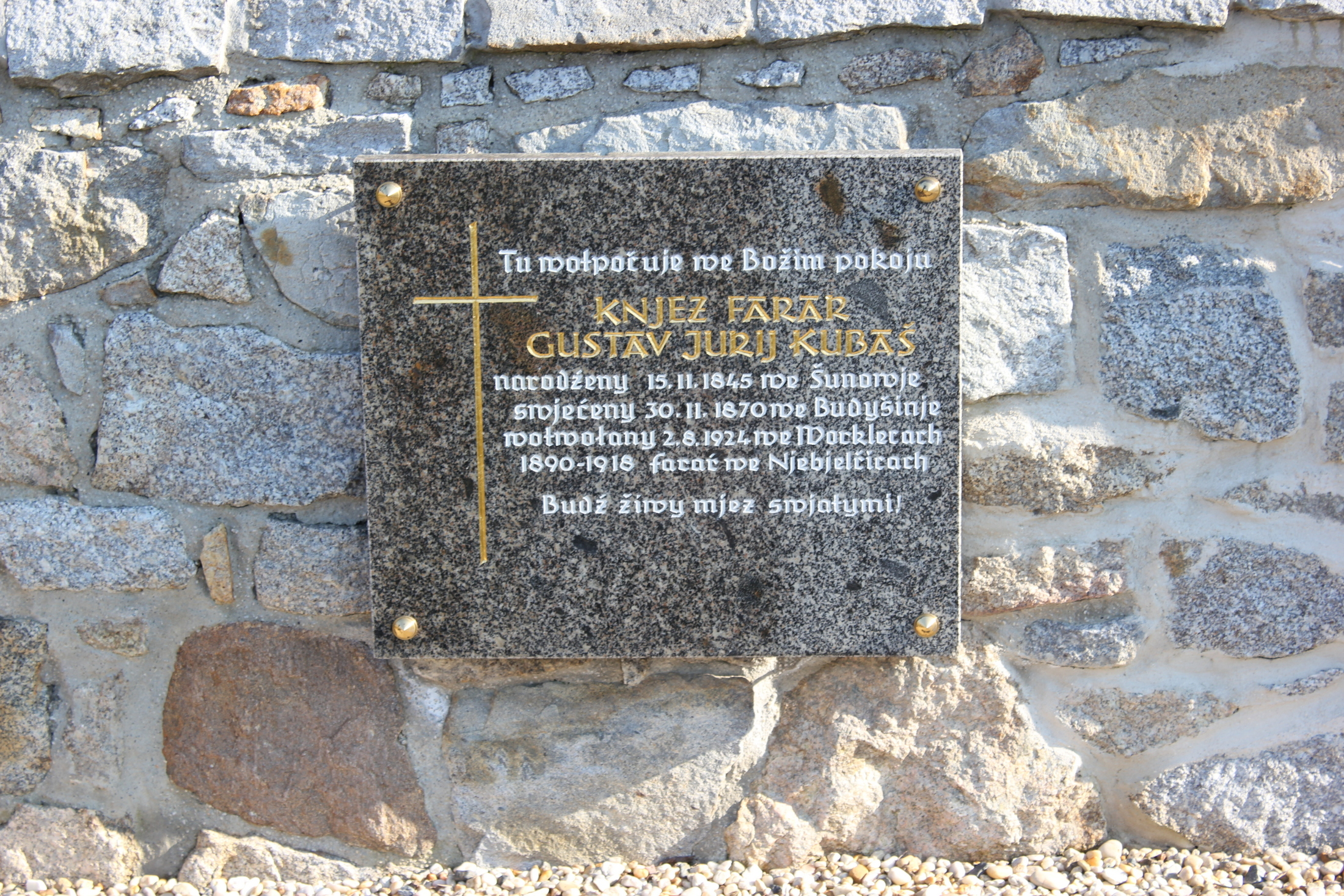
Мемориальная табличка около церкви святого Мартина, Небельшюц

Ю́рий Гу́став Ку́баш, немецкий вариант — Георг Густав Кубаш (в.-луж. Jurij Gustav Kubaš, нем. Georg Gustav Kubasch; 15 ноября 1845 года, деревня Шунов, Саксония — 2 августа 1924, Небельчицы, Верхняя Лужица, Германия) — католический священник, лужицкий писатель, публицист и крестьянский общественный деятель.

## Биография
Родился в 1845 году в крестьянской серболужицкой семье в деревне Шунов. В 1854 году окончил начальную школу в Ральбицах и в 1860 году — городскую гимназию в Будишине. В 1860 году уехал в Прагу, чтобы там обучаться в католической Лужицкой семинарии. Изучал светские дисциплины в пражской Малостранской гимназии (1860—1867). Будучи студентом, был членом братства «Сербовка». В 1869 году вступил в культурно-просветительское общество «Матица сербская».
После окончания богословского обучения в Лужицкой семинарии возвратился в 1870 году в Лужицу, где служил викарием в Кёнигсхайне (1870—1875), Ральбицах (1875—1876), Небельчицах (1876—1890). C 1890 года — настоятель в Ральбицах и c 1891 по 1918 года — настоятель церкви святого Мартина в Небельчицах.
Первые свои статьи патриотического характера стал публиковать в серболужицких периодических изданиях «Katolski Posoł», «Serbske Nowiny», когда ещё обучался в Праге. Будучи настоятелем в Небельчицах, занимался просветительской деятельностью среди серболужицких крестьян, публикуя многочисленные статьи в газете «Serbski Hospodar». Был многолетним редактором этого издания. В своих статьях поддерживал характерный для Германии того времени антисемитизм. Распространял русофильские настроения среди серболужицкой интеллигенции. В 1888 году основал «Серболужицкое крестьянское общество».
В 1918 году вышел на пенсию. Скончался в 1924 году в деревне Небельчицы. Похоронен у стен церкви святого Мартина.